# 태청야학
태청야학(泰靑野學)은 대한민국의 서울특별시 중랑구 묵동에 소재한 야학(野學)이다. 1974년 5월 4일 '태릉경찰서 직업소년학교'라는 명칭으로 개교하였으며, 1975년 3월 8일 1회 61명 수료생을 배출하였다. 1994년부터 1995년까지 운영비 문제로 한때 폐교 위기에 몰렸던 적이 있으나, 2019년 현재는 무리없이 운영되고 있다. 한글 반부터 중고등 반까지 개설되어 있으며, 검정고시 대비를 하는 등 여러 활동을 하고 있다.

## 명칭의 변천
현 '태청야학'으로 불리고 있는 교육기관의 명칭은 이하와 같이 다양하게 변화해 왔다.
1. 1974년 5월 4일 '태릉경찰서 직업소년학교'로 개교
2. 1976년 3월 18일 '태릉 직업소년학교'로 개칭
3. 1984년 3월 11일 '새마을 태릉 중고등학교'로 개칭
4. 1986년 6월 6일 '태릉 청소년학교'로 개칭
5. 1988년 4월 9일 '태청 중고등학교'로 개칭